# ソロモン諸島の行政区画
ソロモン諸島の行政区画（ソロモンしょとうのぎょうせいくかく）について解説する。ソロモン諸島は中央政府、州政府、地方政府の3層から成り立つ。ただし地方自治体として機能しているのは首都のホニアラ市のみとされる。またホニアラ市は州から独立した特別市である。州の下には行政区が設置されているが、行政機能は持っていない。

## 州

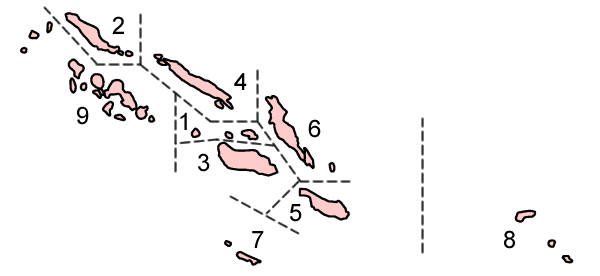
ソロモン諸島の行政区画（ホニアラは描かれていない）

ソロモン諸島は9個の州（英語: Province）と首都のホニアラ市で構成されている。諸島であるため、ホニアラを除き各州は複数の島で構成されている。
| # | 州名                 | 英語名                       | 行政府所在地 | 面積 (km²) | 人口 (2019年) | 人口密度 (人/km2 ) |
| --- | -------------------- | ---------------------------- | ------------ | ---------- | ------------- | ------------------ |
| 1 | 中央州               | Central Province             | ツラギ       | 615        | 30,326        | 49.3               |
| 2 | チョイスル州         | Choiseul Province            | タロ島       | 3,837      | 30,619        | 8.0                |
| 3 | ガダルカナル州 1)    | Guadalcanal Province         | ホニアラ     | 5,336      | 154,150       | 28.9               |
| 4 | イサベル州           | Isabel Province              | ブアラ       | 4,136      | 30,399        | 7.4                |
| 5 | マキラ・ウラワ州     | Makira-Ulawa Province        | キラキラ     | 3,188      | 52,006        | 16.3               |
| 6 | マライタ州           | Malaita Province             | アウキ       | 4,225      | 173,347       | 41.0               |
| 7 | レンネル・ベローナ州 | Rennell and Bellona Province | ティゴア     | 671        | 4,091         | 6.1                |
| 8 | テモツ州             | Temotu Province              | ラタ         | 895        | 22,132        | 24.7               |
| 9 | 西部州               | Western Province             | ギゾ         | 5,475      | 94,209        | 17.2               |
| - | ホニアラ             | Honiara                      | -            | 22         | 130,176       | 5,917.1            |
| | ソロモン諸島         | Solomon Islands              | ホニアラ     | 28,400     | 721,455       | 25.4               |
| 1) ホニアラを含まない 人口は2019年国勢調査の暫定値。 2009年国勢調査ではテモツ州の陸地面積は868.4 km2、西部州の陸地面積は7,509.0 km2、国の総面積は30,407.3 km2と報告されている。 |                      |                              |              |            |               |                    |

## 変遷

### イギリス領時代
第二次世界大戦以前は12の地区（District）に区分されていた。
1. チョイスル地区
2. 東部ソロモン地区
3. ギゾ地区
4. ガダルカナル地区
5. ロード・ハウ地区
6. マライタ地区
7. ンゲラおよびサボ地区
8. レンネルおよびベローナ諸島地区
9. サンタクルーズ地区
10. ショートランド地区
11. シカイアナ（スチュアート）地区
12. イサベルおよびケープ・マーシュ地区

第二次世界大戦後に行政府所在地がツラギからホニアラに移動し、4地区に再編された。
1. 中央地区 - 10,780 km2
2. 東部地区 - 4,083 km2
3. 西部地区 - 9,312 km2
4. マラライタ地区 - 4,225 km2

### 独立後

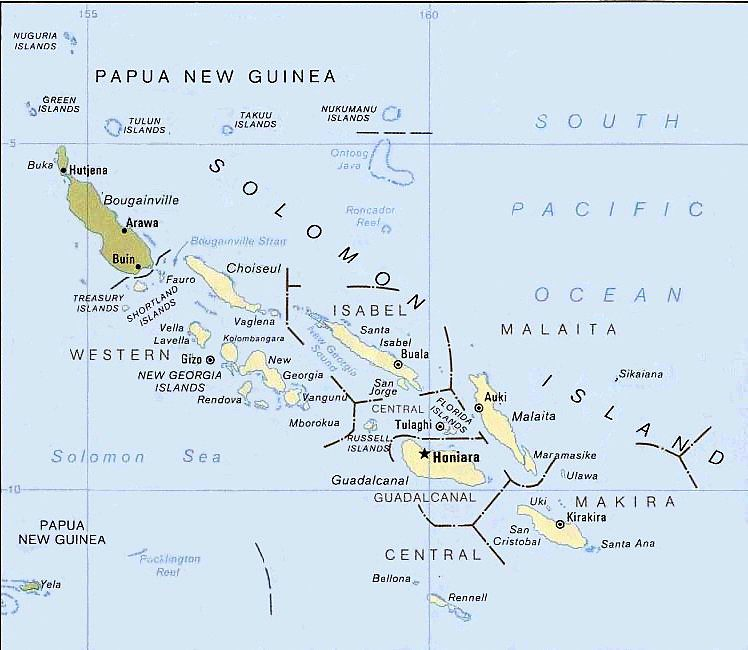
ソロモン諸島の地図（1989年）

1978年の独立後も、イギリス領時代を引き継いだ4州で構成された。1981年州政府法によって7州（Province）に再編された（1982年1月29日施行）。1983年7月、ホニアラは首都地域（Capital Territory）としてガダルカナル州から分離し、1首都地域7州となった。1986年7月2日、マキラ州はマキラ・ウラワ州に改称した。
| 名称           | 行政府所在地 | 面積 (km2) | 人口 (1992年推計) |
| -------------- | ------------ | ---------- | ----------------- |
| 首都地域       | ホニアラ     | 22         | 34,900            |
| 中央州         | ツラギ       | 1,286      | 19,600            |
| ガダルカナル州 | ホニアラ     | 5,336      | 50,400            |
| イサベル州     | ブアラ       | 4,136      | 15,300            |
| マキラ州       | キラキラ     | 3,188      | 22,300            |
| マライタ州     | アウキ       | 4,225      | 85,900            |
| テモツ         | ラタ         | 895        | 16,800            |
| 西部州         | ギゾ         | 9,312      | 73,100            |

1993年2月25日、チョイスル州が西部州から分離した。1995年7月20日、レンネル・ベローナ州が中央州より分離した。同年5月26日、首都地域は廃止されホニアラは市としてガダルカナル州に編入された。ただし編入後もホニアラは独自の行政府を持つ特別市として存続している。

## 行政区
州の下には183の行政区（Ward）が設置されている。
行政区は人口規模によって決められており、州議会へ議員を選出することができる。